# Melvins
I Melvins sono un gruppo stoner metal/sludge metal statunitense fondato da Roger "Buzz" Osborne (detto anche King Buzzo, alla chitarra e voce), Mike Dillard (batteria) e Matt Lukin (basso) nel 1983 ad Aberdeen, Washington.
Originariamente formati come band hardcore punk, la musica dei Melvins è influenzata dai Black Flag di My War, dal rock lento e pesante degli Swans e dallo stile heavy metal dei Black Sabbath; tuttavia, il loro approccio idiosincratico, un bizzarro senso dell'umorismo e una costante sperimentazione rende la loro categorizzazione difficile. Osborne ha dichiarato che il suo stile di chitarra è più influenzato dai Black Flag che dai Black Sabbath. I loro ritmi, spesso enormemente lenti, e il loro sound sludge metal fu di notevole influenza sulla musica Metal degli anni 90. I loro continuatori tendono tuttavia ad assumere delle strutture più convenzionali di questo stile. I Melvins hanno influenzato numerose band, tra cui Crowbar, Mastodon e Eyehategod, che hanno preso parte al tributo ai Melvins We Reach: The Music of the Melvins, e i Boris, che hanno preso il nome da una canzone dei Melvins.
Nonostante la band non abbia mai visto un successo nel mainstream, i Melvins hanno ricevuto un seguito cult. Hanno finora prodotto un impressionante numero di album e concerti, incluse alcune pubblicazioni con Jello Biafra (attribuite colloquialmente al nome "Jelvins") e Mike Patton.

## Storia

### Gli inizi: dal 1984 al 1990
Soprattutto agli inizi della carriera i Melvins si affidarono a case discografiche minori, come la C/Z Records (nota soprattutto per la compilation Deep Six) fondata nel 1985 a Seattle da Chris Hanzsek e Tina Casale, la Alchemy Records di Mark Deutrom (successivamente bassista nei Melvins) con sede a San Francisco, e la Boner Records di Berkeley, fondata da Tom Flynn. Pubblicarono anche Your Choice Live Series Vol.12 per la Your Choice Records, etichetta indipendente tedesca, nota soprattutto per la citata serie di album che raccolgono esibizioni live di diversi gruppi. L'album Tora Tora Tora è invece stato pubblicato dalla semi-sconosciuta X-Mas Records.
Nel 1984 subentra a Mike Dillard il batterista Dale Crover, che rimarrà, insieme a King Buzzo, componente fisso del gruppo per i successivi anni. Il debutto discografico della band avvenne nel 1985. La casa discografica C/Z Records venne creata per documentare la scena musicale dello stato di Washington. La prima pubblicazione della C/Z fu la compilation Deep Six, che ospitava quattro pezzi dei Melvins. Il loro primo lavoro vero e proprio fu però l'EP 6 Songs, pubblicato nel 1986 dalla stessa C/Z Records (successivamente l'EP venne ristampato in versioni che ospitavano un maggior numero di pezzi, precisamente 8, 10 e 26 pezzi, e dal numero dei pezzi presero il titolo le varie versioni, quindi 8 Songs, 10 Songs e 26 Songs, quest'ultimo pubblicato dalla Ipecac Recordings). 6 Songs venne inciso su un registratore a 2 tracce ad Ironwood, l'8 febbraio del 1986.
Nel dicembre dello stesso anno venne registrato il loro primo LP (Gluey Porch Treatments), allo Studio D di Sausalito, California. L'album venne pubblicato nel 1987 dalla Alchemy Records. Gluey Porch Treatments venne successivamente ristampato come bonus nella versione CD del loro secondo album, OZMA (1989, Boner Records), e nel 1999 dalla Ipecac Recordings con l'aggiunta di alcune demo dei primi anni.
Nel 1988 Dale Crover realizzò un demo di dieci pezzi con i Nirvana. Nello stesso anno Osborne e Crover si trasferirono a San Francisco in California, e Matt Lukin lasciò la band ed entrò a far parte dei Mudhoney. Lukin fu rimpiazzato da Lori "Lorax" Black. Nel 1989 venne pubblicato OZMA, album prodotto da Mark Deutrom, che successivamente entrò a far parte della band.

### Dal 1991 al 2000
Nel 1990 venne ultimato l'album Bullhead, pubblicato l'anno successivo. Nel frattempo la band andò in tour in Europa, e trovò il tempo per registrare un'esibizione dal vivo ad Alzey in Germania, esibizione che verrà documentata nell'album Your Choice Live Series Vol.12. Al ritorno dal tour europeo venne registrato un nuovo album, Eggnog, pubblicato sempre nel 1991 dalla Boner Records.
Nel frattempo Lori Black abbandonò il gruppo, e venne sostituita da Joe Preston. Preston appare nel video Salad of a Thousand Delights, pubblicò anche l'ep solista (Joe Preston), in concomitanza con gli ep King Buzzo e Dale Crover, e partecipò alla registrazione dell'album Lysol (pietra miliare della band che però dovette per motivi di copyright cambiare nome in "Melvins" o selftitled). Tutto questo avvenne nel 1992, dopo di che Preston venne allontanato dalla band dallo stesso Osborne, che si sentiva oppresso dalle richieste del bassista di avere "maggiore visibilità e peso all'interno della band". A questo proposito si può notare come ironicamente la scritta dei nomi dei componenti dietro Lysol/Melvins vede il nome Joe scritto con un carattere molto più grande degli altri 2. Nel 1993 Lori Black si riunì temporaneamente ad Osborne e Crover.
Intanto Nevermind dei Nirvana era diventato un grande successo, e i Melvins guadagnarono visibilità grazie a questo, essendo Cobain loro grande fan ed amico da sempre. Infatti firmarono un contratto con la Atlantic Records, e realizzarono il loro primo album per una major, Houdini. Subito dopo la pubblicazione dell'album, Lori Black lasciò nuovamente la band e fu rimpiazzata da Mark Deutrom. Nel 1993-94 suonarono da gruppo di supporto ai Nirvana facendosi quindi conoscere in Europa e in Italia.
Nel 1994 vennero realizzati due album, Stoner Witch per la Atlantic, e Prick per la Amphetamine Reptile Records, quest'ultimo sotto lo pseudonimo di SNIVLEM, dato che la Atlantic proibì loro di pubblicare qualsiasi tipo di materiale sotto il nome Melvins che non fosse licenziato dalla stessa casa discografica. Stag fu pubblicato nel 1996, e fu l'ultimo album che i Melvins incisero per la major, che li scaricò nel 1997.
Allora la band si accasò con la Ampethamine Reptile e realizzò gli album Honky (1997) e Alive at the F*cker Club, quest'ultimo registrato dal vivo nel 1997 a Melbourne, Australia, pubblicato nel 1998. Nello stesso anno Kevin Rutmanis sostituì Mark Deutrom al basso.
Nel 1999 iniziò la collaborazione con l'ex leader dei Faith No More, Mike Patton. I Melvins firmarono per la casa discografica di Patton, la Ipecac Recordings, che oltre a produrre nuovi album, mise mano alla precedente discografia della band che, dopo aver subito il processo di rimasterizzazione, venne pubblicata nuovamente quasi per intero. Tra il 1999 ed il 2000, la band pubblicò tre album facenti parte di una trilogia, The Trilogy Vinyl, che sarà pubblicata nel 2000. Gli album in questione sono The Maggot e The Bootlicker, entrambi pubblicati nel 1999, e The Crybaby pubblicato nel 2000.

### Dal 2001 al 2010
Nel 2001 venne pubblicato Colossus of Destiny, un episodio che mostra il lato più sperimentale della band. L'album, registrato dal vivo, è infatti composto da un'ora di suoni prodotti da sintetizzatori e sampler.
Nel 2002 esce per la Ipecac Recordings Hostile Ambient Takeover che vede un ritorno ad una più classica forma canzone senza rinunciare alle sperimentazioni sonore che da sempre li hanno contraddistinti. Nell'album, uno dei più apprezzati dai fan, convivono sonorità sporche, pesantezza, psichedelia e noise nonostante l'approccio sia meno ostico di alcuni lavori precedenti.
Nel 2003 la Atlantic Records pubblica Melvinmania: Best Of The Atlantic Years 1993-1996, una compilation composta da pezzi provenienti dai tre album pubblicati sotto questa etichetta. La band prese comunque le distanze da questo lavoro, perché non fu interpellata per la selezione dei pezzi che dovevano essere inclusi nell'album.
Nel 2004 Osborne e Crover celebrano i 20 anni di vita della band con un tour e con la pubblicazione di un libro (Neither Here Nor There) con accluso un cd con pezzi selezionati dai due membri storici. Sempre nel 2004 viene pubblicato Pigs of the Roman Empire in collaborazione con Lustmord, apprezzato compositore di musica elettronica ed ambient. Sul fronte delle collaborazioni, sempre nel 2004 viene pubblicato Never Breathe What You Can't See, e l'anno successivo Sieg Howdy!, due album in collaborazione con l'ex cantante dei Dead Kennedys Jello Biafra. Never Breathe What You Can't See fu supportato da un mini tour con lo stesso Biafra e con Adam Jones, il chitarrista dei Tool. Un tour europeo già pianificato, venne improvvisamente cancellato nell'ottobre del 2004, apparentemente per problemi che riguardavano il bassista Kevin Rutmanis. Interpellati sulla questione, Osborne e Crover spiegarono che Rutmanis era letteralmente sparito dalla circolazione. Il bassista ricomparve all'inizio del 2005, ma nel giugno dello stesso anno lasciò ufficialmente la band, a quanto pare per problemi di droga. Per il tour con Jello Biafra svoltosi alla fine del 2005, il ruolo di bassista venne ricoperto da David Scott Stone.
Nei primi mesi del 2006 Crover conferma le voci secondo cui i membri della band Big Business, Coady Willis e Jared Warren, si debbano unire ai Melvins. Così avviene, e la collaborazione porta alla pubblicazione nell'ottobre del 2006 dell'album (A) Senile Animal. Nei mesi successivi il gruppo effettuerà un tour per la promozione dell'album che toccherà gli Stati Uniti, l'Inghilterra e l'Irlanda. Una delle particolarità di questa nuova "unione" sta nell'utilizzo, sia per la registrazione dell'album (A) Senile Animal, sia per le esibizioni dal vivo, di una doppia batteria, suonata in contemporanea dai due batteristi Dale Crover e Coady Willis, particolarità abbastanza evidente nell'album.
Nel giugno del 2008 i Melvins nella loro nuova formazione supportata dai due dei Big Business danno alla luce Nude with Boots, 25º album in studio della band e 8° pubblicato con la Ipecac Rec. senza contare le varie collaborazioni o album live. In esso si sviluppano le idee già presenti nel precedente (A) Senile Animal come ad esempio i fraseggi e le ritmiche incrociate tra i due batteristi e la partecipazione vocale di tutti e 4 i membri.
Il 2009 è l'anno del 25º anniversario che viene festeggiato con un minitour seguito dal Summer / Fall 2009 U.S. Tour insieme ai Down e dall'European Fall 2009 Tour.
Il 29 settembre 2009 è stato pubblicato via Ipecac Rec. Chicken Switch l'a lungo rumoreggiato album di remix nel quale ogni traccia è stata creata da DJ e artisti di livello internazionale mixando canzoni o addirittura interi album dei Melvins. Tra i nomi di spicco ci sono: Lee Ranaldo (Sonic Youth), Yamatsuka Eye, Matmos ed altri.
Il 1º giugno 2010 i Melvins via Ipecac pubblicano The Bride Screamed Murder (26° lavoro della band) e in concomitanza parte il loro tour americano.
L'album appare subito più strano e sperimentale rispetto agli ultimi due dischi suonati sempre con i Big Business.
In uscita anche un Box set in edizione limitata (solo 300 copie) della carriera dei Melvins con la Ipecac Rec.
Gli album presenti sono stati ristampati con artwork diversi. Il box set contiene: The Bride Screamed Murder, Nude with Boots, Senile Animal, The Maggot, The Bootlicker, Hostile Ambient Takeover, Pigs of the Roman Empire, Colossus of Destiny, 26 Songs, Gluey Porch Treatments, Houdini Live, Electroretard, Mangled Demos.

### Dal 2011 ad oggi

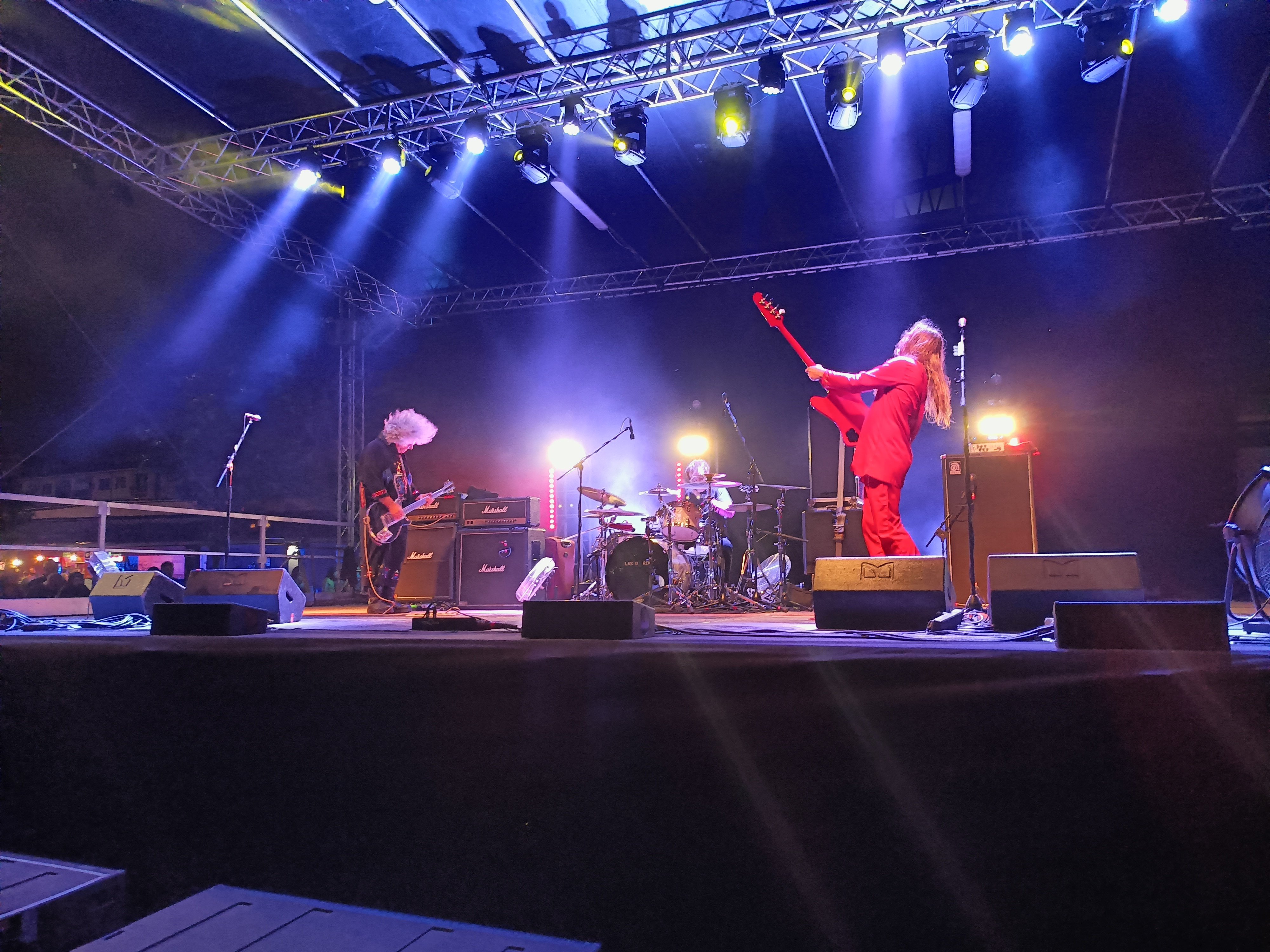
I Melvins in concerto allo Spazio211 di Torino, 11 luglio 2023

Il 31 maggio esce il nuovo album "live" dei Melvins, si chiama Sugar Daddy (Ipecac Rec.). Registrato nel 2008 a Downey in California, presenta una scaletta fondamentalmente incentrata su Nude with Boots e (A) Senile Animal, ma con una rivisitata Boris in chiusura.
Nell'autunno 2011 i Melvins partono per un tour europeo che ripropone pezzi del loro passato (primi anni '90) riarrangiati con la nuova formazione a doppia batteria.
Il 13 marzo 2012 i Melvins pubblicano l'EP di 5 canzoni "The Bulls and The Bees" via download gratuito con la Scion A/V. La formazione qui è ancora Melvins/Big Business.
La Ipecac ha annunciato l'uscita il 5 giugno di un album dei Melvins-Lite. Si chiamerà "Freak Puke" e vedrà i soli Buzz e Dale suonare con Trevor Dunn al contrabbasso (già con i Melvins in A Live History of Gluttony and Lust). Ciò non segna la fine della collaborazione con i Big Business, ma concretizza in un album di inediti i diversi tour fatti con l'eclettico bassista, famoso già con i Mr. Bungle, i Fantômas (proprio con Buzz Osborne) e John Zorn.
King Buzzo presenta questo nuovo esperimento Melvins Lite dicendo:
“The Melvins have a long history of mixing up our line-ups and I think that's what has kept us relevant for so long. Consider the Freak Puke record the fifth side of the four-sided Melvins‘ triangle.”
Nel 2013 viene pubblicato l'album "Tres Cabrones" dalla formazione denominata Melvins 1983, che presenta Dale Crover al basso, e alla batteria colui che fu il primo batterista della storia dei Melvins: Mike Dillard.
Nel 2014 King Buzzo pubblica il suo album da solista "This machine kills stars", primo esperimento con chitarra acustica per Buzz Osborne, seguito da un tour americano ed europeo.
Il 15 ottobre 2014 il ritorno dei Melvins che nell'inedita formazione mista con il chitarrista dei Butthole Surfers, pubblicano "Hold it in", il primo album dei Melvins con 2 chitarre e composizioni non a nome Buzz.
Il 1º aprile 2016 esce Three Men and a Baby, un nuovo album in collaborazione con Mike Kunka.
Il 3 giugno 2016 i Melvins pubblicano Basses Loaded, nuovo album in studio con la partecipazione di Krist Novoselic (ex Nirvana), Steve McDonald (ex Red Kross) e Jeff Pinkus dei Butthole Surfers.
Il 7 luglio 2017, esce un doppio album A Walk with Love & Death. Il primo disco, Death, è di fatto il nuovo album della band, formato da 9 canzoni inedite con la partecipazione di Joey Santiago dei (Pixies), Anna Waronker dei (That Dog) e Teri Gender Bender de (Le Butcherettes). Il secondo, Love, è la colonna sonora del cortometraggio A Walk With Love And Death di Jessie Nieminem.
Il 20 aprile 2018 viene pubblicato il nuovo album Pinkus Abortion Technicien.

## Bassist Morgue
La Bassist Morgue, (così chiamata ironicamente per gli innumerevoli bassisti che hanno militato nei Melvins), è una pagina Internet che riunisce tutti i bassisti che hanno fatto parte della band nei 20 anni seguenti all'abbandono di Lukin (divenuto membro dei Mudhoney), tra i quali: Lori "Lorax" Black (la figlia di Shirley Temple), Joe Preston, Mark Deutrom, Kevin Rutmanis. David Scott Stone ha militato nel gruppo come secondo chitarrista e addetto ai rumori tra il 2000 ed il 2001; anch'egli come bassista.

## Progetti paralleli
Tra i progetti paralleli dei membri della band sorti negli anni meritano una menzione Fantômas e Venomous Concept (con King Buzzo alla chitarra), The Men of Porn e Altamont (con Dale Crover alla chitarra), Tomahawk (con Kevin Rutmanis al basso).

## Stile e influenze
Il suono fangoso dei Melvins è stato un'importante influenza per la musica grunge, comprese band come Nirvana, Soundgarden, Green River e molte altre band di Seattle. Hanno inoltre influenzato artisti al di fuori della scena grunge, tra cui Tool, Mike Patton dei Mr. Bungle e dei Faith No More, i Boris (che hanno preso il loro nome dal titolo di una canzone dei Melvins), i Pig Destroyer, gli Helmet, i Full of Hell, gli Sleep, Corey Taylor degli Slipknot; Earth, Thrones, Sunn0))), High on Fire, The Whip, Men's Recovery Project (tutti gruppi con Joe Preston), i Lamb of God, i Mastodon, i Neurosis, i Baroness, gli Eyehategod e gli Isis. I Clown Alley (con Lorax e Mark Deutrom), Get Hustle, Gashley Snub, Slug, Unwound (con David Scott Stone).
Secondo AllMusic, "la loro capacità di combinare il punk con una forte influenza dei Black Sabbath ha avuto un grande impatto su tutto, dal grunge al metal alternativo al doom metal e allo stoner rock", con influenze però ancora radicate nel punk e nel post-punk meno ortodosso, questo genere verrà definito come sludge metal, per spaziare poi negli ultimi anni nei territori dell'elettronica e del noise più ostico.
Nel 2017, Metal Injection ha posizionato i Melvins al numero 2 nella loro lista delle "10 band grunge più pesanti".
Il gruppo ha spesso ricevuto dei giudizi positivi dai critici. Lo stile di batteria di Dale Crover è stato ben lodato; lo scrittore Patrick Kennedy descrive il suo lavoro come "sorprendente, potente e audace."
Buzz Osborne è il pioniere dell'accordatura Drop D che ha spianato la strada al successivo Alternative Rock e al Grunge in particolar modo. È in un'intervista del 1995 che Kim Thayil e Buzz Osborne ricordano che nel 1986 fu lo stesso King Buzzo ad escogitare questo nuovo tipo di accordatura per nuovi riff e power chords e a mostrarla a Kim Thayil (Soundgarden) e Mark Arm (Mudhoney).

## Formazione

### Formazione attuale
- Buzz Osborne - voce, chitarra (1983–oggi)
- Dale Crover - batteria, voce, basso (1984–oggi)
- Steve McDonald - basso, voce (2015-oggi)

### Turnisti
- Coady Willis - batteria (2005-2013, 2023-2024, 2025-oggi)

### Ex componenti
- Mike Dillard - batteria (1983-1984, 2012-2014, 2021, 2025)
- Matt Lukin - basso (1983-1987)
- Lori Black - basso (1987-1991, 1992-1993)
- Joe Preston - basso (1991-1992)
- Dave Sahijdak - basso (1993)
- Mark Deutrom - basso (1993-1998)
- Kevin Rutmanis - basso (1998-2005)
- David Scott Stone - chitarra (2000-2001), basso (2004-2005)
- Jared Warren - basso (2005-2013)

### Turnisti
- Tom Flynn - basso (1990)
- Gene Simmons - basso (1993) [12]
- Trevor Dunn - contrabbasso, basso
- Jeff Pinkus - basso (2014-2015)

## Discografia

### Album in studio
- 1987 - Gluey Porch Treatments
- 1989 - OZMA
- 1991 - Bullhead
- 1992 - Lysol
- 1993 - Houdini
- 1994 - Prick
- 1994 - Stoner Witch
- 1996 - Stag
- 1997 - Honky
- 1999 - The Maggot
- 1999 - The Bootlicker
- 2000 - The Crybaby
- 2001 - Electroretard
- 2002 - Hostile Ambient Takeover
- 2006 - (A) Senile Animal
- 2008 - Nude with Boots
- 2010 - The Bride Screamed Murder
- 2012 - Freak Puke
- 2013 - Tres Cabrones
- 2014 - Hold It In
- 2016 - Basses Loaded
- 2017 - A Walk with Love & Death
- 2018 - Pinkus Abortion Technician
- 2021 - Working with God
- 2022 - Bad Mood Rising
- 2024 - Tarantula Heart
- 2025 - Thunderball

#### EP
- 1986 - 6 Songs
- 1990 - 8 Songs
- 1990 - 10 Songs
- 1991 - Eggnog
- 1992 - King Buzzo
- 1992 - Dale Crover
- 1992 - Joe Preston

### Cover
- 2013 - Everybody Loves Sausages

### Album dal vivo
- 1991 - Your Choice Live Series Vol.12 -
- 1995 - Tora Tora Tora
- 1998 - Alive at the F*cker Club
- 2001 - Colossus of Destiny
- 2002 - Millennium Monsterwork 2000 (con Fantômas)
- 2006 - Houdini Live 2005: A Live History of Gluttony and Lust
- 2008 - The End
- 2008 - Melvins vs. Minneapolis
- 2009 - Pick Your Battles
- 2011 - Endless Residency (boxset)
- 2011 - Sugar Daddy Live
- 2013 - Melvins Live at Third Man Records

### Compilation
- 1997 - Singles 1-12
- 2000 - The Trilogy Vinyl
- 2003 - Melvinmania: Best of the Atlantic Years 1993-1996
- 2004 - Neither Here Nor There (libro + cd)
- 2005 - Mangled Demos from 1983
- 2009 - Chicken Switch

### Collaborazioni
- 2002 - Millennium Monsterwork 2000 (live) (con Fantômas)
- 2004 - Pigs of the Roman Empire (con Lustmord)
- 2004 - Never Breathe What You Can't See (con Jello Biafra)
- 2005 - Sieg Howdy! (con Jello Biafra)
- 2016 - Three Men and a Baby (con Mike Kunka)
- 2025 - Savage Imperial Death March (con Napalm Death)

### Singoli
- 1986 - Outtakes from 1st 7" - Do The Right Thing Records
- 1987 - Oven/Revulsion/We Reach - Leopard Geck-o Records
- 1989 - Hate The Police/Symptom Of The Universe (Mudhoney Split-7") - Bootleg
- 1989 - Sweet Young Thing Ain't Sweet No More/I Dreamed, I Dream (Steel Pole Bathtub Split-7") - Boner Records
- 1990 - Love Canal/Someday - Slap A Ham Records
- 1990 - With Yo' Heart, Not Yo' Hands - Sympathy For The Record Industry
- 1990 - Your Blessened - Slap A Ham Records
- 1991 - Here She Comes Now/Venus in Furs (Nirvana Split-7") - Communion
- 1991 - Tanx/Tanks Peel Sessions - Powerfist Records
- 1992 - Night Goat - Amphetamine Reptile Records
- 1993 - Sawed Off - Gasatanka
- 1993 - Hooch - Rise Records
- 1993 - Honey Bucket - Atlantic Records
- 1993 - Lizzy - Atlantic Records
- 1994 - Queen - Atlantic Records
- 1995 - Revolve - Atlantic Records
- 1996 - Bar-X-The Rocking M - Atlantic Records
- 1996 - Interstellar Overdrive - Man's Ruin Records
- 1996 - The Bit - Atlantic Records
- 1996 - Lexicon Devil/Pigtro - Amphetamine Reptile Records
- 1996 - In The Rain/Spread Eagle Beagle - Amphetamine Reptile Records
- 1996 - Leech/Queen - Amphetamine Reptile Records
- 1996 - Way of the World/Theme - Amphetamine Reptile Records
- 1996 - It's Shoved/Forgotten Principles - Amphetamine Reptile Records
- 1996 - GGIIBBYY/Theresa Screams - Amphetamine Reptile Records
- 1996 - Poison/Double Troubled - Amphetamine Reptile Records
- 1996 - Specimen/All At Once - Amphetamine Reptile Records
- 1996 - Jacksonville/Dallas - Amphetamine Reptile Records
- 1996 - The Bloat/Fast Forward - Amphetamine Reptile Records
- 1996 - Nasty Dogs and Funky Kings/HDYF - Amphetamine Reptile Records
- 1996 - How-++=/Harry Lauders Walking Stick Tree/Zodiac (Brutal Truth Split-7") - Amphetamine Reptile Records
- 1997 - Barbaraal²
- 1998 - I Can't Shake It/Some Girls (Cosmic Psychos Split-7") - Gearhead Magazine
- 2000 - Spit It Out - Amphetamine Reptile Records
- 2001 - Shit Sandwich ... and you just took a bite - Amphetamine Reptile Records
- 2003 - Black Stooges/Foaming (Fast Version) - Ipecac Recordings
- 2003 - Dr. Geek/Return Of The Spiders - Ipecac Recordings
- 2003 - Little Judas Chongo/Jerkin' Krokus - Ipecac Recordings
- 2003 - The Fool, The Meddling Idiot/Promise Me - Ipecac Recordings
- 2003 - The Brain Center At Whipples/Today Your Love, Tomorrow The World - Ipecac Recordings
- 2003 - Foaming/Arnie - Ipecac Recordings
- 2003 - The Anti-Vermin Seed - Ipecac Recordings
- 2003 - Revolve - Suicide Squeeze Records
- 2004 - Message Saved/Thank You! - Amphetamine Reptile Records
- 2004 - Message Saved/Thank You! - Amphetamine Reptile Records
- 2006 - PigSkin/Starve Already - Amphetamine Reptile Records
- 2006 - PigSkin/Starve Already - Amphetamine Reptile Records
- 2008 - The Star-Spangled Banner
- 2011 - Black Betty (split 7" con Jon Spencer Blues Explosion)
- 2012 - Split 7" senza titolo con Unsane

### DVD/Video
- 1992 - Salad of a Thousand Delights
- 2008 - Live From London 2006 (Fantômas/Melvins)